# St. Antonius (Gey)

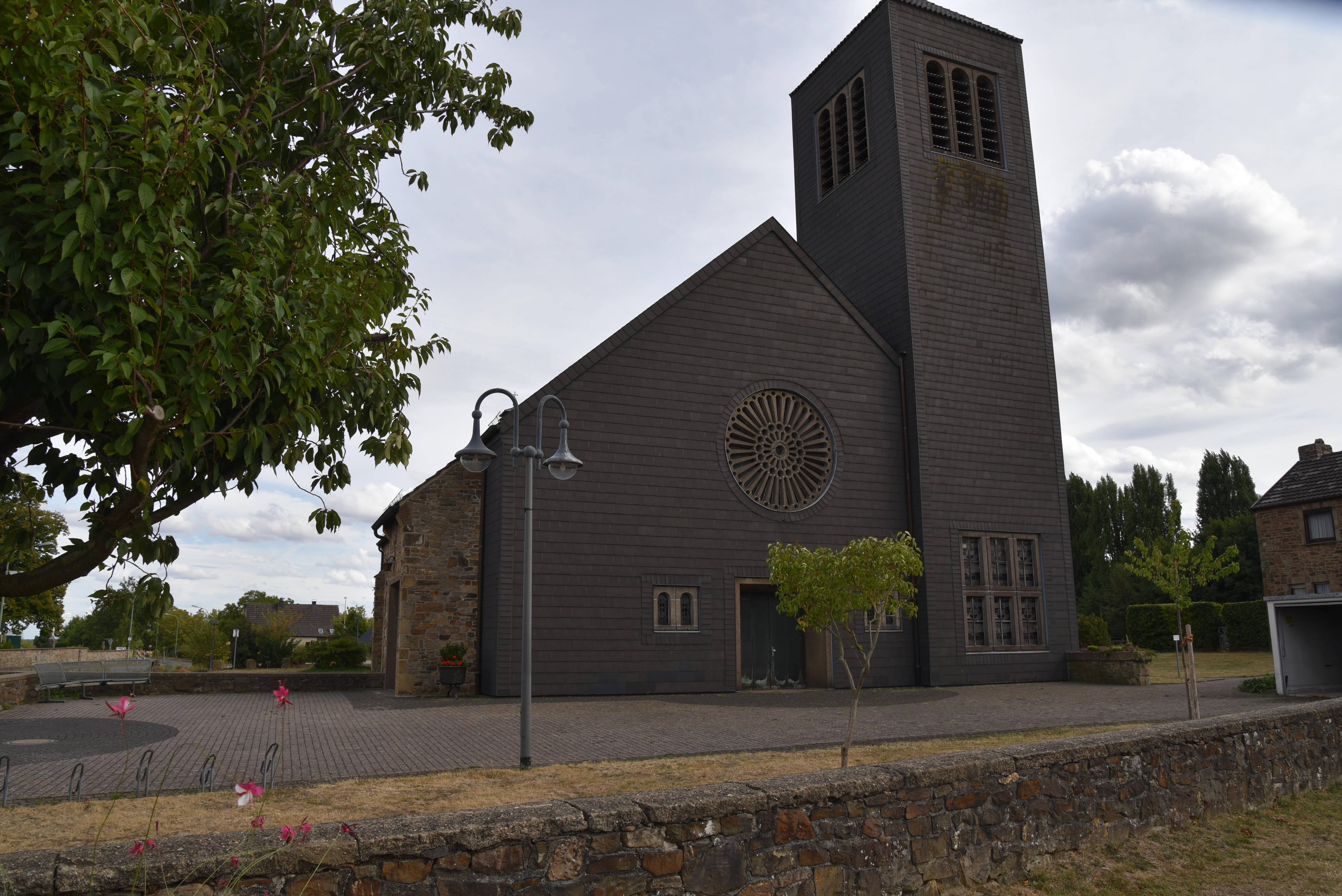
Ansicht von Westen

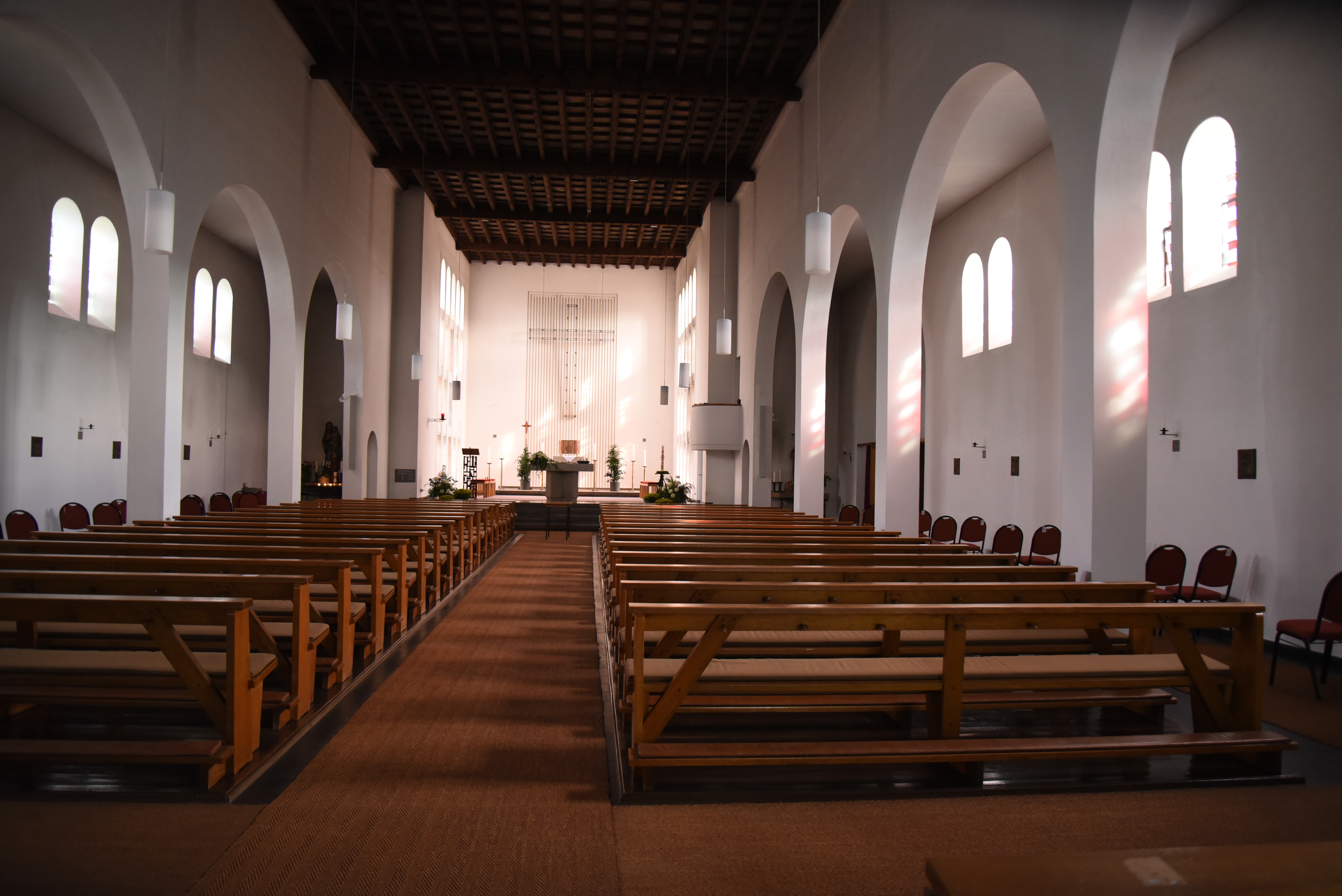
Blick zum Chor

Die römisch-katholische Pfarrkirche St. Antonius steht im Ortsteil Gey der Gemeinde Hürtgenwald im Kreis Düren in Nordrhein-Westfalen. Die Kirche steht unter dem Patronat des hl. Antonius des Großen (Gedenktag 17. Januar) und wurde 1954 nach Plänen von Jodokus Kehrer erbaut.
Zur Pfarre zählen neben Gey auch Hocherbach, Horm, Hubertushöhe, Schafberg und Straß mit der Donatuskapelle. 

## Geschichte
Im Jahre 1476 wurde eine erste Kapelle an der Ecke Broichstraße/(heutige)Dürener Straße erbaut, 1649 renoviert und 1682 von Meister Andreas Schmidt aus Leitersbach erheblich erweitert. Bis zum Jahr 1801 gehörte Gey und die Kapelle zur weit ausgedehnten Pfarre Lendersdorf und wurde dann eigenständigen Pfarre und die Kapelle zugleich Pfarrkirche. 
Diese alte Pfarrkirche wurde Anfang des 20. Jahrhunderts zu klein und ein Neubau an der Stelle der heutigen Kirche beschlossen. Zur Planung des neuen Gotteshauses wurde der Kölner Architekt Heinrich Forthmann beauftragt. Zwischen 1920 und 1921 entstand nach seinen Plänen eine geräumige neue Pfarrkirche im Stil der Neuromanik. Die alte Kirche wurde anschließend abgerissen. Diese neue Kirche hatte nur 23 Jahre bestand, denn in Folge des Zweiten Weltkriegs abziehende deutsche Soldaten sprengten die Pfarrkirche, die dabei völlig zerstört wurde.
Nach Beseitigung der Trümmer wurde bis 1954 die heutige Pfarrkirche erbaut, die Planungen übernahm Architekt Jodokus Kehrer aus Stolberg (Rhld.). Die feierliche Kirchweihe war am 6. Juni 1957.

## Baubeschreibung
Der äußerlich schlichte Baukörper in Formen der Nachkriegsmoderne trägt ein graues Satteldach, der rechts neben dem Haupteingang angeordnete quadratische Turm mit der Taufkapelle hat ein Pyramidendach. Im Innern öffent sich eine dreischiffige flachgedeckte Hallenkirche mit rechteckigem Chor. Die Fenster neben dem Eingang und in den Seitenschiffen sind paarweise angeordnete kleine Rundbogenfenster. Im Chor sind seitlich jeweils Fenstergruppen aus 20 Fenstern angeordnet. Die Orgelempore wird von einer großen Rosette belichtet. 

## Ausstattung
Im Innenraum hat sich die bauzeitliche Ausstattung erhalten. Alle Fenster sind mit Ornamenten aus Antikglas ausgestattet, die, mit Ausnahme des Fensters in der Taufkapelle, von der Glaskünstlerin Maria Katzgrau und aus dem Jahr 1951 stammen. Die 14 Kreuzwegstationen sind Werke von Ludwig Mohnen aus dem Jahr 1970.

### Orgel
Die 21 Register umfassende Orgel mit elektropneumatischer Traktur schuf die Aachener Orgelbauanstalt Karl Bach 1956. Das Instrument hat nachfolgende Disposition:
| I Hauptwerk C–g3 |       |
| Prinzipal        | 8′    |
| Rohrflöte        | 8′    |
| Oktave           | 4′    |
| Koppelfklöte     | 4′    |
| Quinte           | 2 ⁄3′ |
| Nachthorn        | 2′    |
| Mixtur IV        | 1 ⁄3′ |
| Solotrompete     | 8′    |

| II Manual C–g3   |        |
| Lieblich Gedackt | 8′     |
| Salicional       | 8′     |
| Blockflöte       | 4′     |
| Prinzipal        | 2′     |
| Terz             | 1 3⁄5′ |
| Spitzquinte      | 1 ⁄3′  |
| Zimbel III-IV    | 1′     |
| Krummhorn        | 8′     |

| Pedal C–f1    |     |
| Subbass       | 16′ |
| Prinzipalbass | 08′ |
| Gedacktbass   | 08′ |
| Quintade      | 04′ |
| Posaune       | 16′ |

- Koppeln: II/I, II/I Sub, II/I Super, I/P, II/P
- Spielhilfen: Handregister, Freie Kombination 1, Freie Kombination 2, Registerschweller

## Pfarrer
Folgende Priester wirkten als Pfarrer an St. Antonius:
- vor 1840–1853: Johann Arnold Geuenich[8]
- 1853–1859: Johann Peter Brüssel[9]
- 1859–1863: Peter Wilhelm Fögen[10]
- 1863–1868: Johann Theodor Breyen[11]
- 1868–1895: Hermann Joseph Leo Saxtor[12]
- 1895–?: Gerhard Josef Odenthal[13]
- 1923–1949: Franz Viehoff
- 1949–1970: Leonhard Pleus
- 1970–1979: Karl Kirschgens
- 1980–2017: Georg Neuenhofer
- 2017–2023: Axel Lautenschläger
- Seit 2024: Josef Wolff